# 1999年欧洲超级杯
1999年欧洲超级杯是第24届欧洲超级杯。赛事于1999年8月27日在摩纳哥路易二世体育场举行，由1998–99年欧洲冠军联赛冠军曼联对阵1998–99年歐洲盃賽冠軍盃冠军拉齐奥。
拉齐奥最终以1–0获得冠军。这是最后一届由欧洲优胜者杯冠军参加的欧洲超级杯。